# هاملن - بيرمونت
هاملن - بيرمونت (بالألمانية: Landkreis Hameln-Pyrmont)‏ هي مقاطعة (أقضية) في ولاية سكسونيا السفلى، ألمانيا. ويحدها (من الشمال ومع عقارب الساعة) مقاطعات شاومبورغ، وهانوفر، وهيلدسهايم، وهولتسميندن، وبولاية شمال الراين - ويستفاليا (منطقة ليبه).

## روابط خارجية
- Official website of Hamelin-Pyrmont (بالألمانية)
- Official website of Salzhemmendorf (بالألمانية)
- bed and rich breakfast at Salzhemmendorf, district Lauenstein (بالإنجليزية)

إحداثيات: 52°05′N 9°20′E / 52.08°N 9.33°E